# Schneiderberg (Baalberge)
Der Schneiderberg ist ein mehrphasig genutzter Grabhügel des Neolithikums und der Bronzezeit in Baalberge, einem Ortsteil von Bernburg (Saale) im Salzlandkreis, Sachsen-Anhalt. Bei einer Grabung im Jahr 1901 wurden hier erstmals Keramikgefäße einer archäologischen Kultur entdeckt, die später den Namen Baalberger Kultur (3900–3400 v. Chr.) erhielt. Der Schneiderberg wurde damit zum namensgebenden Fundort für diese Kultur. Weitere Bestattungen in diesem Hügel wurden später von der Walternienburger Kultur (3350–3100 v. Chr.), der Kugelamphorenkultur (3100–2650 v. Chr.), der Schnurkeramik (2800–2050 v. Chr.) und der frühbronzezeitlichen Aunjetitzer Kultur (2300–1550 v. Chr.) angelegt. Die Funde aus dem Grabhügel befinden sich heute im Schlossmuseum Bernburg.

## Lage
Der Schneiderberg befindet sich im Norden von Baalberge, direkt südlich einer Gartensparte. Wenige Meter südwestlich befindet sich eine nach ihm benannte Gaststätte.
In und um Baalberge existierten ursprünglich noch mehrere weitere Grabhügel, die aber alle im späten 18. und im 19. Jahrhundert zerstört wurden. Südöstlich des Orts bei der Bockwindmühle lag der Lange Berg, der 1853 abgetragen wurde, von dem aber noch einige Details zu den Gräbern und zu den Beigaben bekannt sind. Am heutigen Friedhof lag der Schinderberg, der 1793 zerstört wurde. Zwischen Baalberge und Bernburg lag der Evangelienberg. 1794 wurde ein Grabhügel bei Rönitz abgetragen. Ein weiterer zerstörter Grabhügel war der Tochauer Berg bei Kleinwirschleben.
In der weiteren Umgebung befinden sich noch einige erhaltene Grabhügel, so etwa 6,2 km westlich der Grabhügel Stockhof bei Gröna und in nördlicher Richtung 4 km entfernt der Pohlsberg, 4,3 km entfernt der Pfingstberg und 4,6 km entfernt das Spitze Hoch (alle bei Latdorf) sowie 4,2 km nordöstlich der Fuchsberg bei Weddegast. Ebenfalls nördlich liegen die drei Großsteingräber Steinerne Hütte bei Latdorf (4,8 km entfernt), Heringsberg bei Grimschleben (6,6 km entfernt) und Bierberg bei Gerbitz (6,9 km entfernt).
Unmittelbar östlich und südöstlich des Schneiderbergs existierte in der späten Bronze- und frühen Eisenzeit eine größere Siedlung. Zugehörige Funde stammen von einem nur wenige Meter südöstlich des Schneiderbergs gelegenen Einfamilienhaus, von mehreren Stellen des östlich davon gelegenen Geländes der Agrargenossenschaft Baalberge, vom nördlich angrenzenden Feld, von der südlich der Agrargenossenschaft liegenden Schule und von einem weitere 200 m südlich befindlichen Grundstück.

## Name
Erstmals überliefert wurde die Existenz des Schneiderbergs von Johann Christoph Bekmann in seiner 1710 erschienenen Historie des Fürstenthums Anhalt. Er berichtet von zwei Grabhügeln, die er als Baals-Berge bezeichnet. Es handelt sich dabei vermutlich um den Schneiderberg und den im 19. Jahrhundert zerstörten Langen Berg. Bekmann spekulierte, ob die Bezeichnung auf den phönizischen Gott Baal zurückgehen könnte oder auf das Wort Pahl bzw. Pfahl im Sinne von Grenzpfahl und die Grabhügel somit als Grenzmarkierungen gedient haben könnten.
Paul Höfer lehnte diese Herleitungen ab und vermutete vielmehr, dass Baal auf das mittelhochdeutsche bal bzw. altsächsische balu (übel, schlecht, schädlich) zurückgeht, vermutlich in dem Wissen, dass es sich um alte heidnische Begräbnisplätze handelt. Bestätigt wird seine Vermutung dadurch, dass der Ort Baalberge bereits in Urkunden des 10. Jahrhunderts in der Schreibweise Balberg auftaucht. Da Baalberge zudem in einer weithin ebenen Gegend liegt, kann die Endung -berge nicht von einer natürlichen Erhebung abgeleitet sein. Höfer folgerte daher, dass die beiden Grabhügel von alters her als Baalberge bekannt waren und der angrenzende Ort seinen Namen von ihnen ableitete.
Da Bekmann zudem der Name Schneiderberg unbekannt war, vermutete Höfer weiterhin, dass dieser Name jüngeren Datums ist. Er taucht erstmals in der Baalberger Kirchenchronik von 1742 auf.

## Forschungsgeschichte
Im Jahr 1901 fanden am Schneiderberg umfangreiche Grabungen durch den Bernburger Altertumsverein unter Leitung von dessen Vorsitzenden Ferdinand Kälber statt. Ein weiterer Teilnehmer war Paul Höfer, von dem der einzige ausführlichere Grabungsbericht stammt. Der Hügel sollte eigentlich großflächig geöffnet werden, dieses Vorhaben wurde jedoch durch einen trigonometrischen Punkt auf der Kuppe des Hügels eingeschränkt. Es wurden also nur einzelne Suchschnitte angelegt. Die im Hügel angetroffenen Bestattungen zeigten eine sehr lange Nutzungsdauer an: So fanden sich Gräber der Walternienburger Kultur, der Kugelamphorenkultur, der Schnurkeramik und auch noch aus der Bronzezeit. Am Boden des Hügels wurde schließlich das älteste Steinplattengrab entdeckt, das wegen seiner zentralen Lage allerdings nicht komplett ausgegraben werden konnte, denn direkt über ihm befand sich der Vermessungspunkt.
In diesem Grab fielen zwei Gefäße auf, die dem Toten beigegeben worden waren (siehe unten) und deren Form den Ausgräbern bis dahin unbekannt war. Höfer glaubte, Ähnlichkeiten zur Keramik der norddeutschen Trichterbecherkultur ausmachen zu können. Der deutlichste Unterschied war allerdings, dass den Stücken aus Baalberge die typische Verzierung der norddeutschen Keramik fehlte. Gemäß seiner Argumentation seien die beiden Gefäße daher wohl am ehesten der Bernburger Kultur zuzuordnen, da diese die Verzierungen aus dem Norden zwar übernimmt, sie aber stark verflacht und oftmals völlig weglässt.
In den folgenden Jahren tauchten aber immer mehr ähnliche Gefäße auf und eine Zuordnung zur Bernburger Kultur erschien immer zweifelhafter. Eine erste systematische Übersicht der fraglichen Funde stellte 1922 Paul Kupka zusammen. Kupka trug insgesamt 43 Fundorte zusammen, von denen  Keramik stammt, die durch drei gemeinsame Merkmale gekennzeichnet ist: Ihren Aufbau, ihre spärliche Verzierung und ihre Auffindung in Einzelgräbern mit Körperbestattung. Bezüglich der Gräber trifft Kupka die Einschränkung, dass die Keramik sowohl in Dolmen, Steinkistengräbern und Flachgräbern aufgefunden wurde. Er unterscheidet fünf Gefäßformen: Trichterhalsamphoren, vierösige Vasen, Henkelkrüge, bauchige, einhenklige Töpfchen und Kummen (Halbkugel- und konische Gefäße). Von den verschiedenen Autoren waren diese ursprünglich der Bernburger Kultur, der Rössener Kultur, der Schnurkeramik, der Megalithkeramik (Trichterbecherkultur), der Bronzezeit und sogar der Latènezeit zugeordnet worden. Kupka schloss sich schließlich einer weiteren Zuordnung an, nämlich der zur Pfahlbaukeramik (süddeutsche Michelsberger Kultur) und definierte einen spezifisch mitteutsche Pfahlbaukeramik.
Diese Deutung Kupkas fand jedoch keinen großen Anklang und bereits 1925 erkannte Nils Niklasson die Eigenständigkeit der Baalberger Keramik. Er definierte ausgehend von den Funden aus dem Baalberger Schneiderberg und dem Pohlsberg bei Latdorf den Typus der „Kannen vom Baalberger Typ“. Zu dieser Hauptform ergänzt er noch acht- oder vierhenkelige Amphoren und kleine Henkeltöpfchen. Über die Definition eines neuen Gefäßtyps ging Niklassons Arbeit aber zunächst nicht hinaus. Er erkannte zwar, dass der Baalberger Typ in keine der bis dahin definierten archäologischen Kulturen so recht hineinpassen wollte, eine neue Regionalgruppe oder eigenständige Kultur leitete er aus den Funden allerdings noch nicht ab.
Diesen letzten Schritt unternahm erst Paul Grimm. Ab 1929 beschäftigte dieser sich in Zusammenarbeit mit Niklasson genauer mit dem Baalberger Typ und veröffentlichte seine Ergebnisse 1937. Mit 163 Fundorten hatte er eine erheblich größere Ausgangsbasis als Kupka. Dies erlaubte ihm nun auch eine innere Gliederung der Baalberger Keramik und Aussagen zur relativen Chronologie, was aber beides durch neuere Arbeiten von Joachim Preuß, Jan Lichardus und zuletzt Johannes Müller stark revidiert wurde.

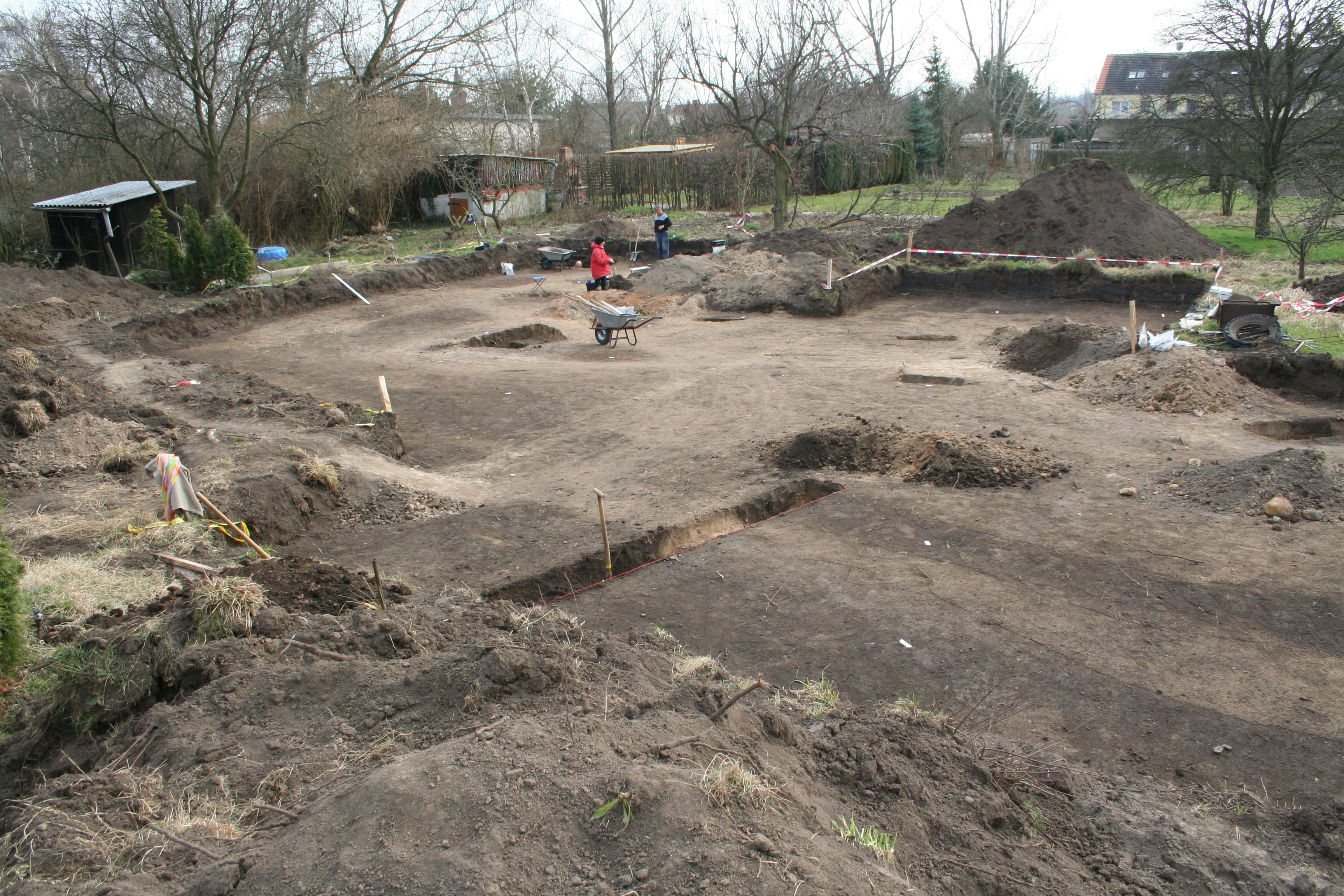
Untersuchung des spätbronze-/früheisenzeitlichen Siedlungsareals südöstlich des Schneiderbergs im Vorfeld der Errichtung eines Einfamilienhauses, Mäzz 2012

Nachdem im Herbst 1989 im Vorfeld der Errichtung einer Gerätehalle etwa 120 m östlich des Schneiderbergs Siedlungsspuren entdeckt worden waren, wurde die Stelle von Februar bis September 1990 durch Mitarbeiter des Landesmuseums für Vorgeschichte Halle (Saale) und des Schlossmuseums Bernburg unter Leitung von Karin Wagner archäologisch untersucht. Eine kurze Nachuntersuchung erfolgte 1991. Die Aufarbeitung und Publikation dieser Grabung erfolgte Ende der 1990er Jahre durch Andreas Neubert. Das untersuchte Areal dürfte Teil einer größeren spätbronze-/früheisenzeitlichen Siedlung sein. In früheren Jahren wurden östlich und südlich der untersuchten Stelle immer wieder Lesefunde und undokumentierte Funde bei Baumaßnahmen gemacht. Westlich der Gerätehalle und damit näher am Schneiderberg wurde 2012 im Zuge der Errichtung eines Einfamilienhauses ein weiteres Stück dieser Siedlung in einer Rettungsgrabung unter Leitung von U. Trebstein untersucht. Die Publikation erfolgte 2021 durch Caroline Janick.
Im Juni 1993 wurden am Schneiderberg geoelektrisch-tomografische Messungen durchgeführt, um dieses damals in der Archäologie noch recht neue Verfahren zu testen. Auf den Messbildern waren die zentrale Grabkammer und etwas weniger deutlich die Grabungsschnitte von 1901 zu erkennen.
Im März 1997 wurde der Schneiderberg beim Anlegen eines Wanderwegs angeschnitten. Dabei wurde eine abgebrochene Feuersteinklinge geborgen. Die untere Denkmalschutzbehörde Bernburg verhängte daraufhin einen Baustopp und ordnete die Wiederherstellung des ursprünglichen Zustands des Hügels an.
Zum besseren Verständnis des stratigrafischen Aufbaus des Schneiderbergs führte ein Team des Sonderforschungsbereichs 1266 an der Christian-Albrechts-Universität Kiel 2024 eine Untersuchung mittels Geoseismik und Geoelektrik (Electrical resistivity tomography (ERT) und Elektromagnetische Induktion (EMI)) durch. Auch Kernbohrungen und Radiokohlenstoffdatierungen wurden durchgeführt.

## Beschreibung

### Der Hügel

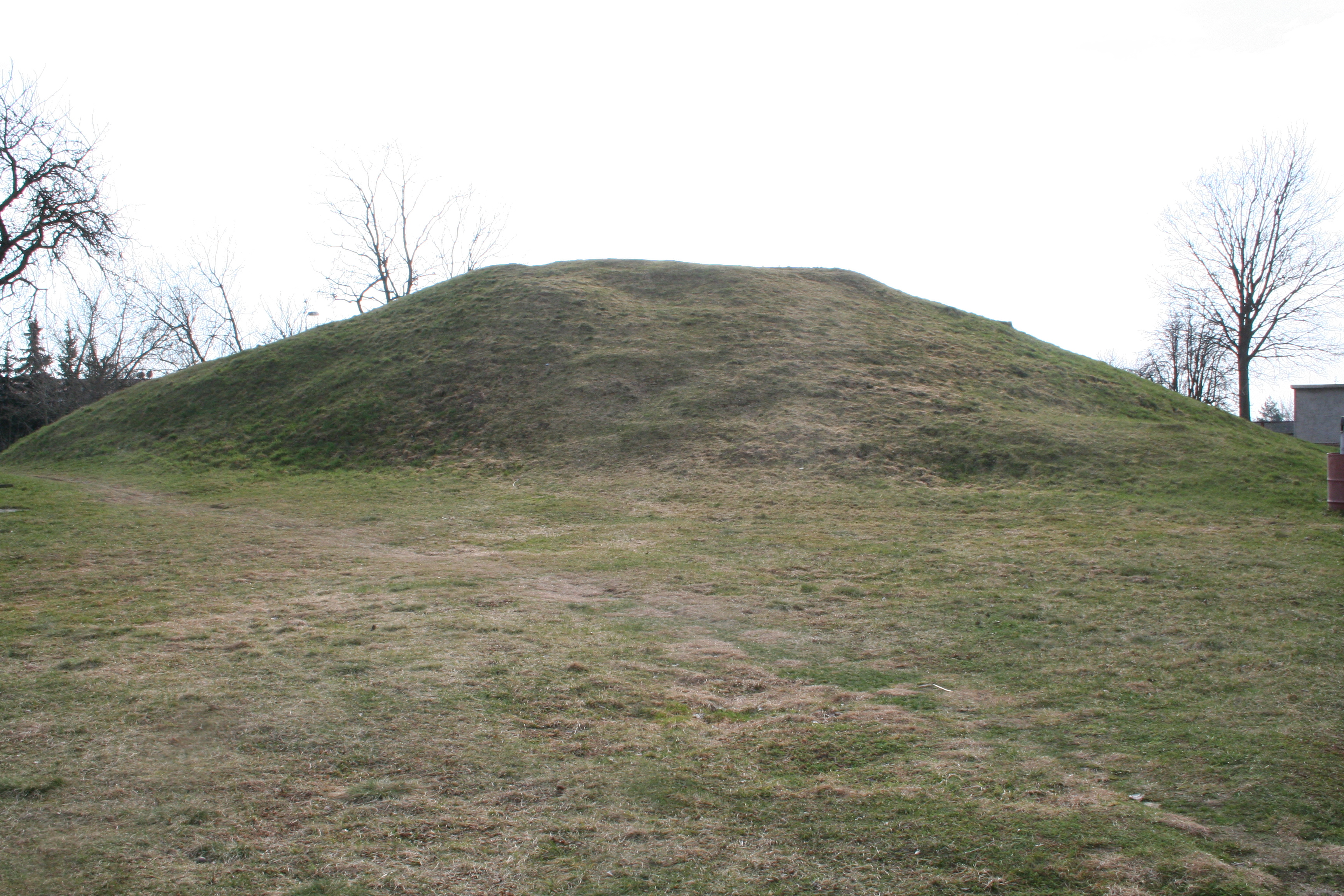
Die Oberseite des Hügels bildet ein Plateau

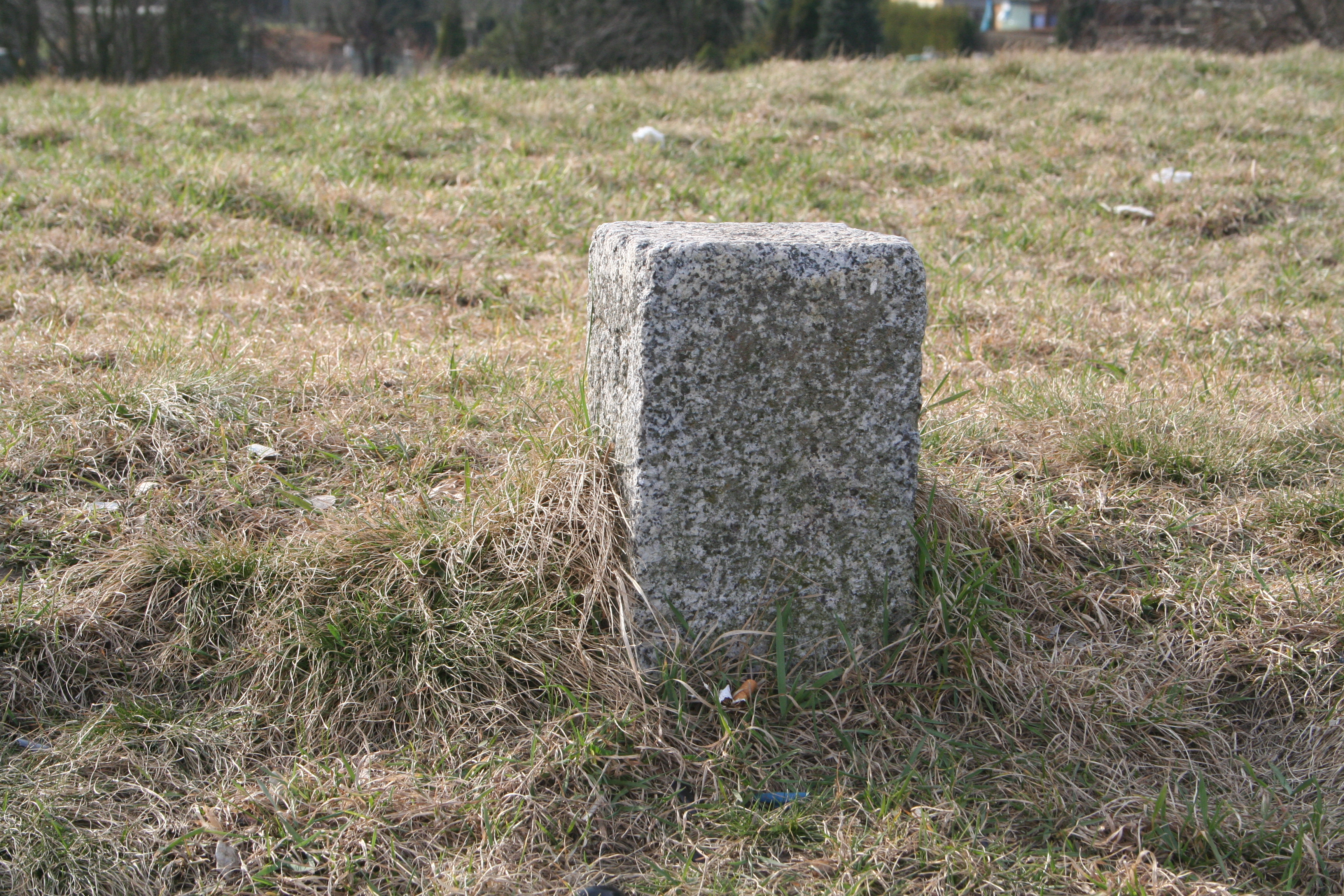
Ein Vermessungsstein steht in der Mitte des Plateaus

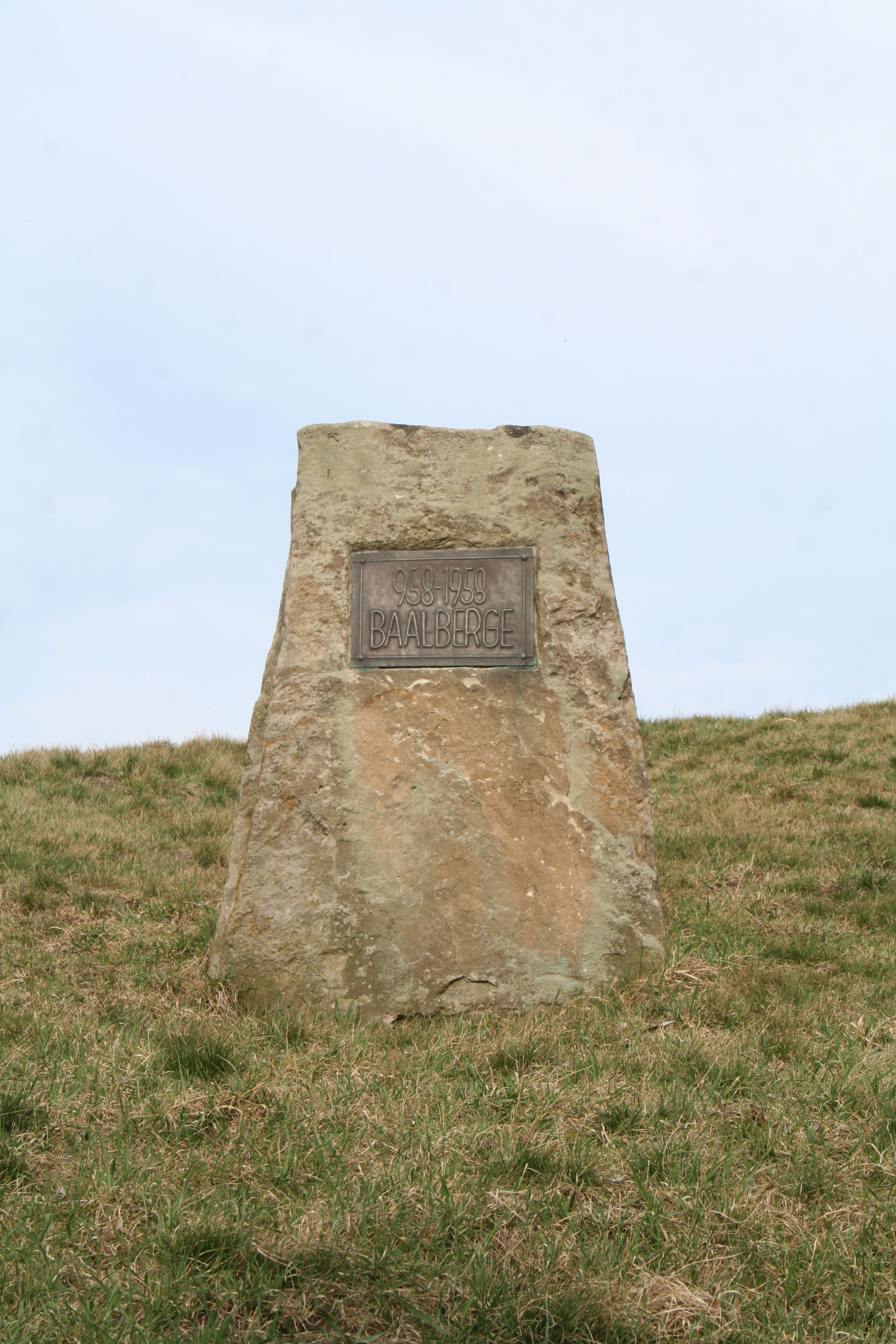
1958 wurde am Hang des Hügels ein Gedenkstein zum tausendjährigen Bestehen von Baalberge aufgestellt.

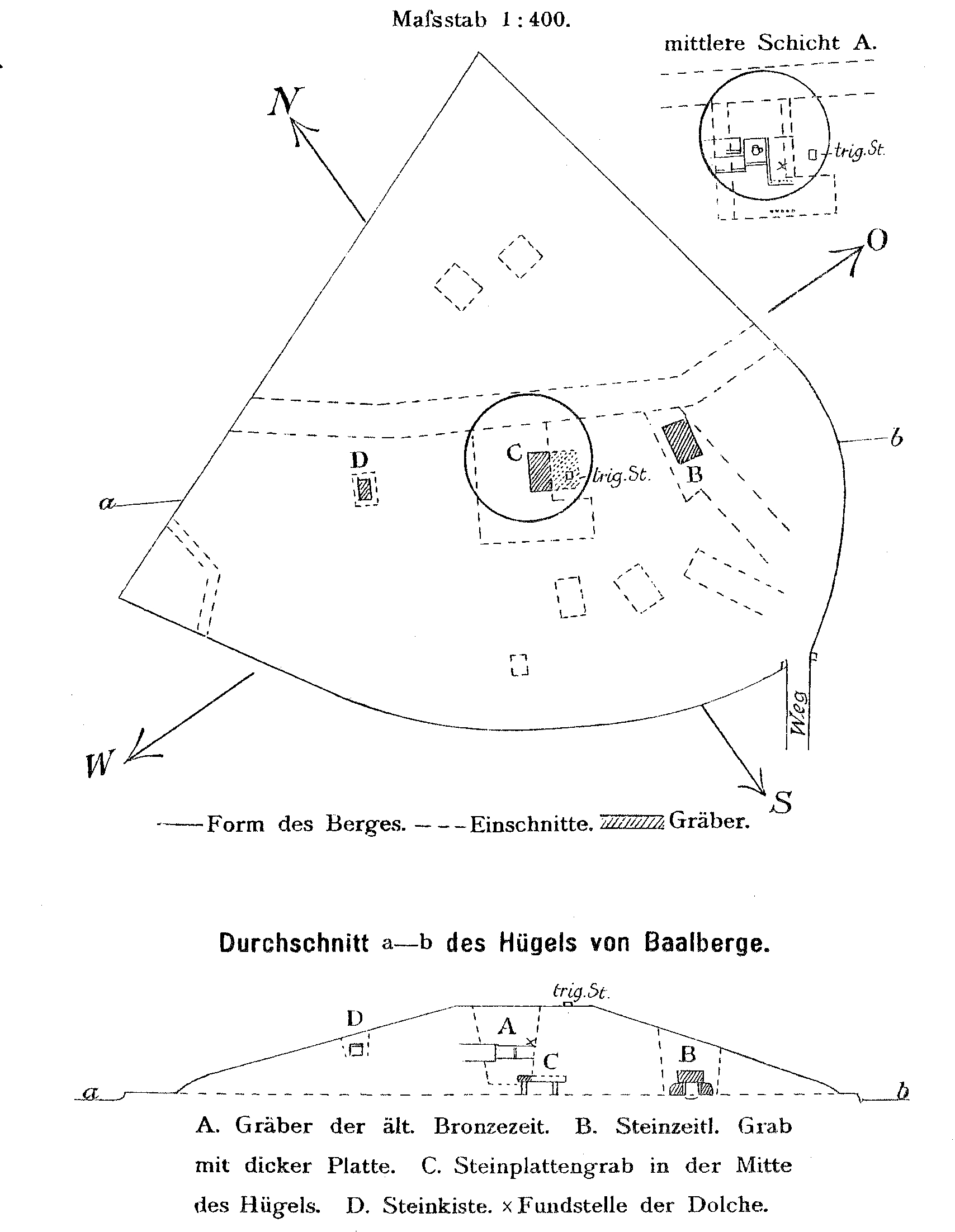
Grundriss und Querschnitt des Schneiderbergs

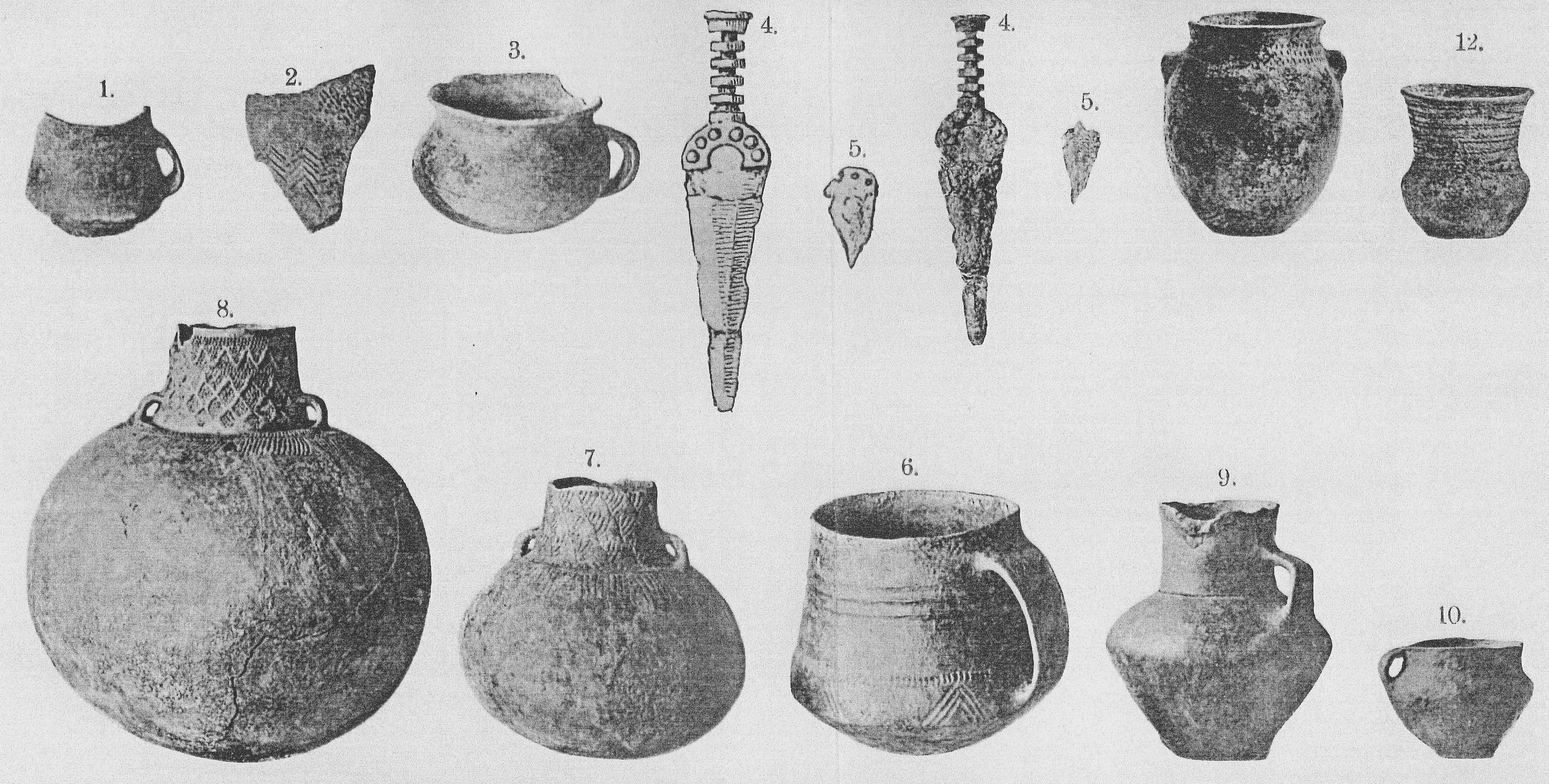
Funde aus dem Schneiderberg

Der Hügel hat eine Höhe von 5,57 m und einen Umfang von 133 m. Seine Oberseite ist abgeflacht und bildet ein Plateau mit einem Durchmesser von 8 m und einer leichten Erhöhung im Osten. An dieser Stelle befindet sich ein moderner Vermessungsstein. Der Hügel war ursprünglich von einem Graben umgeben, der aber im 19. Jahrhundert aufgeschüttet wurde. Hierzu wurde Erde von der Nordseite des Schneiderbergs verwendet. Nach Beendigung der Grabungen von 1901 wurden alle Schnitte wieder aufgefüllt und die äußere Gestalt des Grabhügels wieder in die Form gebracht, die sie vor der Untersuchung hatte. Die einzigen bekannten Funde, die aus der Hügelschüttung und nicht aus einem der Gräber stammen, waren zwei Keramikscherben der Walternienburger Kultur, die im Nordwesten des Hügels gefunden wurden. 1958 wurde auf dem Schneiderberg ein Gedenkstein zum tausendjährigen Bestehen des Orts Baalberge aufgestellt.
Die rezenten Untersuchungen des Sonderforschungsbereichs 1266 haben gezeigt, dass der Grabhügel vermutlich erst in der Frühbronzezeit erheblich vergrößert wurde. Der ursprüngliche Hügel mit den neolithischen Gräbern wird auf unter 2 m geschätzt. Dies hat Konsequenzen für die Monumente im Kontext der Baalberger Kultur, die die frühesten Monumente Mitteleuropas darstellen. Sie sind womöglich von geringerer Monumentalität als bislang angenommen.

### Das zentrale Plattengrab der Baalberger Kultur
Das zentrale und ursprüngliche Grab befindet sich ebenerdig direkt im Zentrum des Hügels. Es ist etwa ost-westlich ausgerichtet und mit Steinplatten verkleidet. Die Wandplatten haben eine Dicke von etwa 0,25 m und umschließen eine Kammer von 1,50 m Länge, 0,80 m Breite und 0,80 m Höhe. Die Deckplatte hat eine Dicke von 0,3 m eine geschätzte Länge von 3 m und eine Breite von 2,30 m. Sie ragt also an allen Seiten etwa 50 cm über die Wandplatten hinaus.
Da das Grab zum Teil unter dem Vermessungsstein liegt, konnte nur seine westliche Hälfte freigelegt werden. Um ins Innere der Kammer zu gelangen, musste eine Ecke der Deckplatte abgeschlagen werden. Die Pflasterung der Kammer bestand aus gestampfter Erde, die Wände waren unverziert.
Vom Begräbnis wurden nur noch einige sehr schlecht erhaltene Knochenreste angetroffen. An Grabbeigaben wurden zwei Gefäße der bis dahin unbekannten Baalberger Kultur gefunden. Es handelt sich um eine Kanne von 16 cm Höhe und eine Tasse von 7,5 cm Höhe. Beide Gefäße sind dreigliedrig mit scharfem Bauch-Schulter-Umbruch und einem zylindrischen Hals.

### Das Plattengrab der Walternienburger und der Kugelamphorenkultur
Das zweite Grab liegt östlich der Baalberger Kammer, etwa 30 cm über Bodenniveau. Es ist ungefähr nord-südlich orientiert und ebenfalls mit Steinplatten verkleidet. Die Deckplatte aus Sandstein war 2,63 m lang, 1,32 m breit und 0,50 m dick. Ihre Masse wurde auf 41–60 Zentner (2050–3000 kg) geschätzt. Die Seitenwände der Kammer bilden Steinplatten, die an den Langseiten trapezförmig sind. Die östliche hat eine Länge von 1,90 m sowie eine Höhe von 1,05 m im Norden und 0,85 m im Süden. Auf der Innenseite weist sie eine Leiste von 1,10 m Länge, 0,60 m Höhe und 3 cm Dicke auf. Die westliche Platte hat eine Länge von 2,05 m sowie eine Höhe von 0,95 m im Norden und 0,60 m im Süden. Die beiden Platten haben eine Dicke von 22 bzw. 37 cm. Die südliche Schmalseite wird von zwei hintereinander aufgestellten dünnen Platten von jeweils 3 cm Dicke begrenzt, die mit Lehm verschmiert sind. An den Außenseiten der Wandplatten ruhten große Steine, deren Zwischenräume mit Trockenmauerwerk ausgefüllt waren. Die Grabkammer hat eine Höhe von 0,75 m und wird von Norden aus gesehen nach 0,75 m durch eine 0,1 m dicke Querplatte in zwei Bereiche geteilt. Den ursprünglichen Zugang zu den beiden Gräbern bildeten die beiden Schmalseiten.
Im nördlichen Bereich fanden die Ausgräber schlecht erhaltene Skelettreste, die bei Berührung sofort zerbröselten, sowie als einzige Grabbeigabe eine zweigliedrige Tasse mit einem tief liegenden scharfen Umbruch. Sie hat eine Höhe von 15,5 cm und einen oberen Durchmesser von 14,8 cm. Der lange Henkel hat eine Breite von 5 cm. Das Gefäß weist als Verzierung im unteren Bereich ein Band aus stehenden Dreiecken und darüber ein Band aus bogenförmigen Kerben sowie im oberen Bereich drei umlaufende Hohlkehlen auf. Höfer ordnete es der Bernburger Kultur zu, tatsächlich gehört es aber der Walternienburger Kultur an. Als weiter Fund trat das Bruchstück eines Feuerstein-Meißels auf. Es ist geschliffen und hat einen rechteckigen Querschnitt. Es hat eine Breite von 2,0 cm, eine Dicke von 1,2 cm und eine erhaltene Länge von 4,6 cm, was wohl kaum einem Drittel des vollständigen Werkzeugs entspricht. Höfer vermutete daher, dass es nicht als Grabbeigabe gedacht war, sondern dass es sich um ein bei der Bearbeitung der Steinplatten zerbrochenes Werkzeug handelt.
Ein halbrundes Loch mit einer Breite von 50 cm in der Trennplatte ermöglichte den Zugang zum südlichen Teil der Kammer, der eine Länge von 1,35 und eine Breit von 0,7 m hat. Auch hier waren die Skelettreste nur sehr schlecht erhalten. Als Grabbeigaben wurden zwei Kugelamphoren gefunden. Die größere hatte eine Höhe von 33 cm und einen Umfang von 105 cm. Der Hals weist als Verzierung ein Zickzackband und ein Rautengitter auf, die Schulter ein Gitterband und schräg verlaufende Striche. die kleinere Amphore hat eine Höhe von 20 cm, einen Umfang von 66 cm und einen Mündungsdurchmesser von 7,7 cm. Der Hals ist mit einem Rautengitter verziert, die Schuter mit einer Punktreihe, einer horizontalen Linie und senkrechten Streifen. Die kleinere Amphore war bis zum Rand mit Gerste gefüllt, die ein Hamster hier eingelagert hatte.
Nach Beendigung der Ausgrabungen in diesem Teil des Hügels wurde die große Grabplatte durch die Gemeinde Baalberge entfernt und für einen Bismarck-Stein verwendet, der 1902 an der Kirche des Orts eingeweiht wurde. 1953 wurde er jedoch geschleift und beim damaligen Karosseriewerk versenkt. Seine genaue Lage ist unbekannt.

### Die Steinkiste der Schnurkeramik
Am Westhang des Hügels wurde etwa auf halber Höhe in nur 50 cm Tiefe unter der Oberfläche bzw. 2,50 m unterhalb der Hügelspitze eine kleine Steinkiste aus Rogenstein entdeckt, die etwa nordost-südwestlich orientiert war. Die Kiste war 1,05 m lang; ihre Breite betrug 0,70 m im Südwesten und 0,60 m im Nordosten. Ihre Höhe betrug 0,50 m. Die Wandplatten hatten Dicken von 5, 7 und 8 cm; die beiden Deckplatten waren 5 und 7 cm dick. Auch den Boden bildete eine Platte.
Die Bestattung war etwas besser erhalten als in den älteren Gräbern. Sie bestand aus einem Skelett in rechter Hockerlage, ausgerichtet nach Süden mit Blick nach Osten. Der Kopf ruhte auf einem flachen Stein. Als Grabbeigaben wurden zwei typische Gefäße der Schnurkeramik gefunden. Das erste stand vor dem Gesicht des Toten. Es handelte sich um einen Ösenbecher mit einer Höhe von 15,5 cm. Sein Hals war mit Strichreihen verziert. In seinem Inneren wurde ein großes Feuersteinmesser gefunden. Das zweite Gefäß stand in der Nordostecke vor den Füßen des Toten. Es handelte sich um einen Becher von 10,8 cm Höhe mit Schnurverzierung am Hals.

### Die bronzezeitlichen Gräber
Etwa in der Mitte des Hügels liegt oberhalb des Zentralgrabs und leicht nach Westen versetzt eine Gruppe Grabkammern der frühbronzezeitlichen Aunjetitzer Kultur. Diese waren in drei Schichten angeordnet. Die Gräber der beiden oberen Schichten waren beraubt, weshalb sie von Höfer nur kurz beschrieben, aber im Grabungsplan nicht aufgenommen wurden. Die erste Schicht von Gräbern befand sich in einer Tiefe von nur 0,75–1,00 m unter der Hügelspitze. Sie bestand aus drei Steinkisten, von denen die größte eine Deckplatte mit einer Länge von 1,00 m, einer Breite von 0,75 m und einer Dicke von 0,25 m besaß. Die zwei daneben liegenden Kisten hatten Deckplatten mit 0,75 m Länge und 0,50 m Breite. Alle drei Gräber waren vollständig fundleer. Die zweite Schicht von Gräbern lag in einer Tiefe von etwa 1,50 m unter der Hügelspitze. Diese Gruppe bestand aus sechs Steinkisten, die unter dem Hügelplateau und südlich davon lagen. Die einzigen Funde dieser gestörten Bestattungen waren einige Keramikscherben, die von Höfer nicht näher beschrieben wurden.
Ungestört war hingegen eine dritte Schicht von Gräbern. Diese lagen 2,50 m unter der Hügelspitze und waren nach oben hin durch dicke Steinpackungen geschützt. Die Gräbergruppe war nordwest-südöstlich orientiert und bestand aus mindestens vier oder fünf Kammern. Den nordwestlichen Bereich bildeten zwei nebeneinander liegende und einander sehr ähnliche Gräber. Das nordöstliche hatte eine Gesamtlänge von 2,00 m, eine Breite von 0,98 m und eine Höhe von 0,70 m. Durch zusätzliche Steinplatten an den Langseiten war seine Breite aber auf 0,67 m verengt. Weiterhin wurde durch eine quergestellte Platte vom eigentlichen Grab eine kleine, fundleere Vorkammer abgetrennt. In der 1,50 m langen Grabkammer wurde ein schlecht erhaltenes Skelett gefunden, das in rechter Hockerlage nach Westen ausgerichtet mit dem Gesicht nach Süden bestattet war. Grabbeigaben wurden nicht gefunden.
Das südwestlich hiervon gelegene Grab war mit dem ersten zeitgleich erbaut worden, denn beide teilten sich eine gemeinsame Langseite sowie eine gemeinsame Deckplatte von 0,25 m Dicke. Dieses Grab hatte eine Länge von 1,75 m, eine Breite von 0,80 m und eine Höhe zwischen 0,60 m und 0,70 m. Von der Bestattung waren nur noch einige nicht näher beschriebene Skelettreste vorhanden. Als einzige Grabbeigabe wurde ein Stückchen Bronze gefunden.
Südöstlich dieser beiden Gräber befand sich eine einzelne Kammer. Sie hatte eine Länge von 1,50 m und eine Breite von 1,38 m im Nordosten bzw. 1,08 m im Südwesten. Der einzige hierin gefundene Gegenstand war eine Tasse der älteren Bronzezeit mit tief angesetztem Henkel und gerundeten Umbrüchen.
Weiter nach Südosten schloss sich eine weitere Grabkammer an. Sie hatte eine Länge von 2,90 m, eine Breite von 0,80 m und eine Höhe von 0,50 m. Diese Kammer war nordnordost-südsüdwestlich ausgerichtet. Die Deckplatte bestand aus Roggenstein und hatte eine Dicke von lediglich 2,5–3 cm. Im Inneren der Kammer wurden Reste von Eichenholz entdeckt, die wohl zu einer Deckenbohle, nicht aber zu einem kompletten Sarg gehörten. Am Südende wurden zudem fünf Eichenpfähle gefunden, die eine Höhe von 50 cm und eine Dicke von 20 cm hatten. Sie waren unten zugespitzt und mit einer Lehmschicht befestigt. Die Pfähle dienten sicherlich als Stütze, entweder direkt für die Steinplatte oder für die hölzerne Bohle. Von der Bestattung wurden einige Reste gefunden, darunter im Süden ein zerbrochener Unterkiefer mit gut erhaltenen Zähnen. Grabbeigaben wurden in der Kammer selbst nicht gefunden, auf der Oberseite der Deckplatte lagen hingegen mittig zwei Bronzedolche. Der kleinere war schlecht erhalten und bestand nur noch aus einem 7,4 cm langen Bruchstück von der oberen Klinge mit drei Nieten. Der Griff war nicht erhalten. Der größere Dolch hatte eine Länge von 30 cm. Er weist sechs Nieten und einen sprossenartigen Griff mit ovalem Krauf auf. Beide Dolche datieren in die ältere Bronzezeit (Periode I).
1,50 m südlich dieses Grabes wurde eine zweite Reihe von in Lehm gesetzten Holzpfählen entdeckt. Diese gehörten wahrscheinlich zu einer weiteren Grabkammer, die aber nicht näher untersucht wurde.